# Gare de Milhaud
La gare de Milhaud est une gare ferroviaire française de la ligne de Tarascon à Sète-Ville, située à Saint-Césaire-lès-Nîmes sur le territoire de la commune de Milhaud, dans le département du Gard, en région Occitanie. 
C'est une halte voyageurs de la Société nationale des chemins de fer français (SNCF) desservie par des trains express régionaux TER Occitanie.

## Situation ferroviaire
Établie à 32 mètres d'altitude, la gare de Milhaud est située au point kilométrique (PK) 34,353 de la ligne de Tarascon à Sète-Ville, entre les gares voyageurs ouvertes de Saint-Césaire et d'Uchaud.

## Fréquentation
Selon les estimations de la SNCF, la fréquentation annuelle de la gare figure dans le tableau ci-dessous.
| Année               | 2015  | 2016  | 2017  | 2018  | 2019  | 2020  | 2021  | 2022  | 2023  |
| ------------------- | ----- | ----- | ----- | ----- | ----- | ----- | ----- | ----- | ----- |
| Nombre de voyageurs | 2 195 | 3 213 | 3 753 | 3 206 | 4 354 | 1 989 | 2 728 | 3 616 | 3 176 |

## Service des voyageurs

### Accueil
Halte SNCF, c'est un point d'arrêt non géré (PANG) à entrée libre.

### Desserte

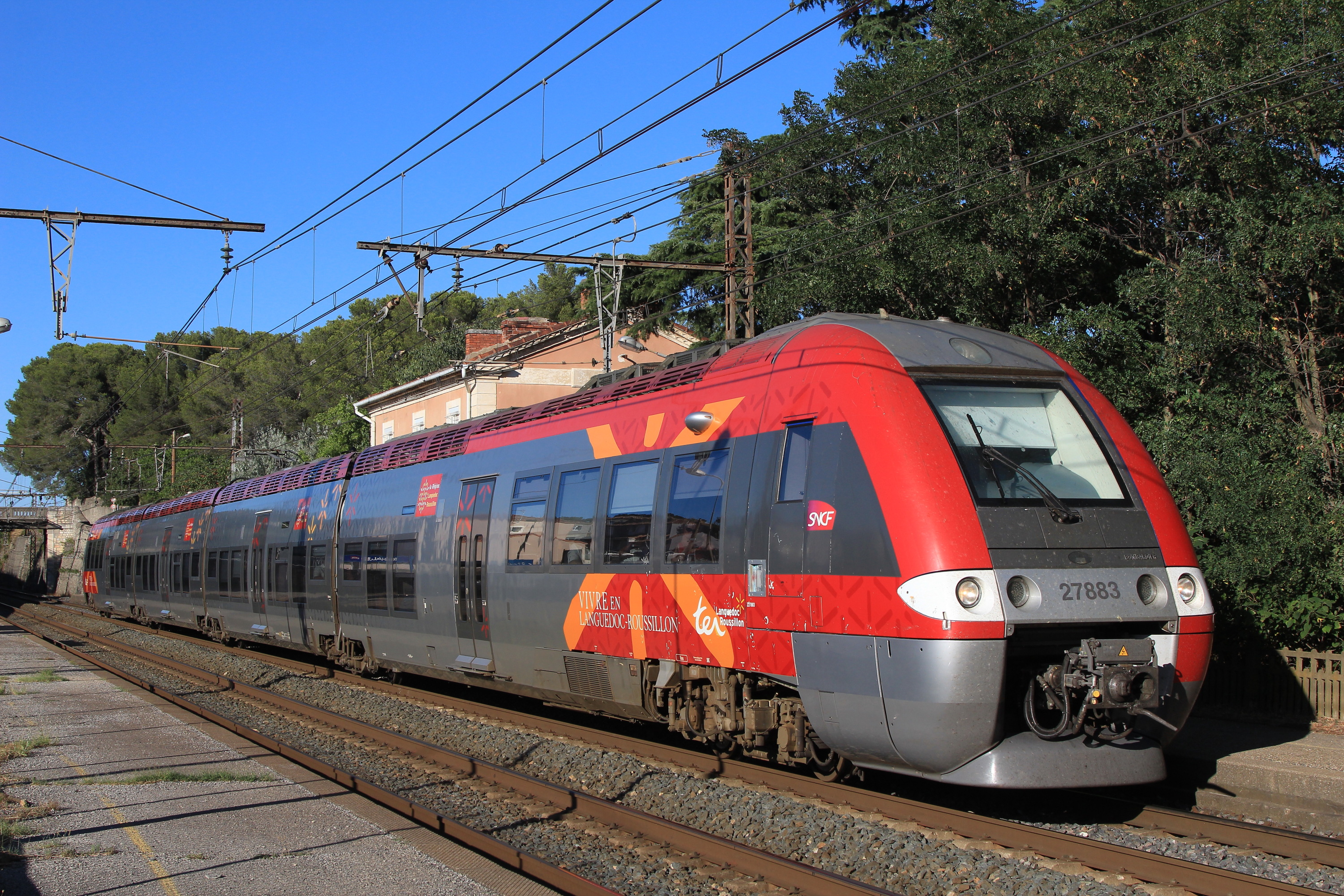
Un TER assuré en ZGC marque l'arrêt en gare.

Milhaud est desservie par des trains TER Occitanie circulant entre Nîmes et Montpellier-Saint-Roch, et dont les missions sont parfois prolongées de part et d'autre (depuis Avignon-Centre et Narbonne, notamment).

### Intermodalité
Un parking pour les véhicules est aménagé.